# Buprestis rustica
Buprestis rustica es una especie de escarabajo del género Buprestis, familia Buprestidae. Fue descrita científicamente por Linnaeus en 1758.

## Distribución geográfica
Habita en el Paleártico.